# Rita Contino
Rita Contino (25 de julio de 1947, Montevideo) es una soprano uruguaya, la de más amplia trayectoria de los últimos 40 años en su país. Con una voz excepcional, interpretó los más diversos roles operísticos desde el Bel canto hasta los más dramáticos papeles de Verdi y el Verismo italiano. En la actualidad, está dedicada sobre todo a la docencia y a la puesta en escena.

## Biografía
Sus estudios musicales comienzan tempranamente con su padre, el tenor Francisco Contino, completándolos luego en el Conservatorio Falleri-Balzo, el Instituto de Profesores Artigas (IPA) y en la Escuela de Ópera del Servicio Oficial de Difusión, Radiotelevisión y Espectáculos (SODRE).
En 1964 ingresa al Coro del SODRE.
Su debut profesional fue en 1970, en "La Viuda Alegre" de Franz Lehar.
En 1976 obtiene el Primer Premio en el Concurso Nacional de Canto "Delia Staricco" en Montevideo.
A comienzos de los años 80 triunfa en dos importantes Concursos que la colocan entre las más importantes cantantes de su país. En 1980 obtiene en Primer Premio y Medalla de Oro en el 1.º Concurso Latinoamericano de Canto "Teresa Carreño" en Caracas (Venezuela) y en 1981 surge como Primera Finalista para Sudamérica del Concurso Internacional "Luciano Pavarotti".
Inmediatamente comienza su carrera internacional, cantando en los más prestigiosos teatros latinoamericanos: Teatro Municipal de San Pablo (Brasil), Teatro Municipal de Santiago (Chile), Porto Alegre (Brasil), Viña del Mar (Chile), Brasilia, Curitiba y Teatro Colón de Buenos Aires (Argentina).Interpretó las siguientes óperas en aquellos teatros: "La Bohème", "Tosca" y "Turandot" de Puccini; "Il Trovatore","Falstaff" y "La Traviata" de Verdi; "Guerra y Paz" de Prokófiev. También cantó las siguientes obras: "Stabat Mater" de Dvorak y "Requiem Alemán" de Brahms.
En 1987 hace su debut europeo en el Teatro Weilk de Varsovia (Polonia)con uno de los roles que le darían fama internacional, la "Tosca" pucciniana. Posteriormente realiza una serie de conciertos en Sofía (Bulgaria).
Algunos años después comienza una nueva etapa, cantando roles de mezzosoprano tales como la Princesa Éboli de "Don Carlo" (Verdi)y "Carmen" de Bizet.
En 1988 graba la ópera-tango "María de Buenos Aires" de Astor Piazzolla, presentándose con amplio suceso con este título en el Teatro Morlacchi de Perugia (Italia).
También en 1988 graba célebres arias de ópera para la banda sonora de la película "Cuerpos perdidos", una coproducción franco-argentina.
Comienza a partir de 1990 una estrecha colaboración con el Teatro Municipal de Río de Janeiro (Brasil).
En 1998 es elegida para ejercer la Presidencia de la Sociedad Uruguaya Pro Opera.
En 1999 el Teatro Municipal de San Pablo la galardona como "La mejor Tosca" de los últimos 20 años en todo Brasil. Dicho galardón surgió a través de una encuesta que fue realizada entre el público y la crítica especializada.
En 2001, con motivo del centenario de la muerte de Verdi, encarnó a Aida en la ópera homónima, en el espectáculo denominado "Un piano para Aida".
Con motivo de la reapertura del Teatro Solís de Montevideo el 25 de agosto de 2004 es invitada junto a otros destacados cantantes líricos de su país para la Gala Lírica bajo la dirección del maestro García Vigil.
A partir de 2002 comienza su labor como directora de escena, realizando las puestas escénicas de las óperas "Carmen" de Bizet,"María de Buenos Aires" de Astor Piazzolla, "Suor Angelica" de Puccini, "Don Pasquale" de Donizetti y de las zarzuelas "La del manojo de rosas" de Pablo Sorozábal y "Luisa Fernanda" de Federico Moreno Torroba.Debido al éxito obtenido con su versión montevideana, la Compañía de Ópera de San Pablo la invita a realizar la puesta de "Carmen" en su Temporada Lírica.
Su despedida la ópera la realizó en 2010 interpretando el rol de Santuzza de "Cavalleria rusticana".
Actualmente alterna su labor docente que desarrolla en la Escuela Nacional de Arte Lírico (SODRE) y en la escuela municipal de música (Intendencia Municipal de Montevideo) con el dictado de ciclos de Master Class en el exterior.

## Roles interpretados

### Óperas
- Marguerite de "Fausto" de Gounod.

- Giovanna de "Giovanna d´Arco" de Verdi.

- Gulnara de "Il Corsaro" de Verdi.

- Violetta de "La Traviata" de Verdi.

- Gilda de "Rigoletto" de Verdi.

- Leonora de "Il Trovatore" de Verdi.

- Aida de "Aida" de Verdi.

- Éboli de "Don Carlo" de Verdi.

- Desdemona de "Otello" de Verdi.

- Alice Ford de "Falstaff" de Verdi.

- Mimi de "La Bohème" de Puccini.

- Musetta de "La Bohème" de Puccini.

- Floria Tosca de "Tosca" de Puccini.

- Cio Cio San de "Madama Butterfly" de Puccini.

- Lauretta de "Gianni Schicchi" de Puccini.

- Liù de "Turandot" de Puccini.

- Turandot de "Turandot" Puccini.

- Santuzza de "Cavalleria rusticana" de Mascagni.

- Carmen de "Carmen" de Bizet.

- Donna Elvira de "Don Giovanni" de Mozart.

- Natalia Rostova de "Guerra y paz" de Prokófiev.

### Opereta y zarzuela
- Hanna Glawari en "La viuda alegre" de Lehár.
- Luisa Fernanda en "Luisa Fernanda" de Moreno Torroba.
- Ascensión en "La del manojo de rosas" Sorozábal.

### Oratorio
- "Misa de Requiem" de Verdi.
- "Requiem alemán" de Brahms.
- "Stabat Mater" de Dvorak.

### Discografía
- "La Bohéme" de Puccini - Ricordi - San Pablo 1981.
- "María de Buenos Aires" de Piazzolla - 1988.
- "Patria vieja" de Fabini - SODRE.
- "Marta Gruni" de Lamarque Pons - SODRE.